# Pitotrohr

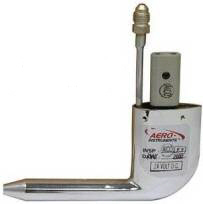
Pitotrohr (mechanische Variante)

Ein Pitotrohr (pito) (auch Pitot-Rohr oder Pitotsche Röhre; deutscher Fachausdruck: Staudrucksonde), benannt nach Henri de Pitot, ist ein gerades oder L-förmiges, einseitig offenes Rohr zur Messung des Gesamtdruckes von Flüssigkeiten oder Gasen. Es dient unter anderem bei Flugzeugen, Hubschraubern und Rennfahrzeugen zur Geschwindigkeitsmessung.
Um Geschwindigkeiten messen zu können, werden Pitotrohre meist zusätzlich mit einer statischen Drucksonde ausgestattet. Derartige Messeinheiten werden Staurohr genannt. Ihr bekanntester Vertreter ist das Prandtlsche Staurohr, welches in der Fliegerei unter der Bezeichnung Pitotrohr zur Geschwindigkeitsmessung im Pitot-Statik-System verwendet wird.

## Theoretische Grundlagen des Prandtlschen Staurohrs

Grundprinzip einer Prandtlsonde (Staurohr) an einem U-Rohr-Manometer

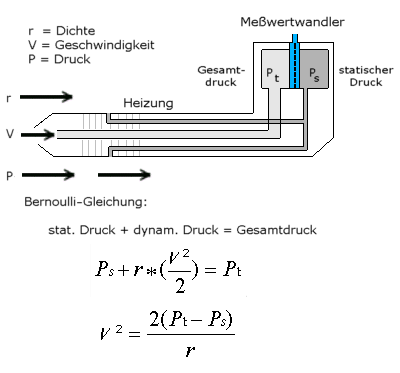
Bernoullische Gleichung an der Prandtlsonde (Staurohr) zur Messung der Strömungsgeschwindigkeit V

Ein Pitotrohr arbeitet gemäß den Grundlagen der Fluiddynamik und ist ein klassisches Beispiel für die praktische Anwendung der Bernoullischen Gleichungen. Es besteht aus einem Rohr, das parallel zur Strömung ausgerichtet ist, und zwar so, dass die Strömung frontal auf eine Rohröffnung auftrifft. Der hintere Teil des Rohres ist fest mit einer Druckmesseinrichtung verbunden.
Die Fließgeschwindigkeit einer Flüssigkeit oder eines Gases wird durch das Pitotrohr (Staurohr) als Funktion des Staudruckes gemessen. Dem liegen folgende Überlegungen zugrunde (hier an einem U-Rohr-Manometer dargestellt):
Druckarten
- Der Gesamtdruck ist der Druck, der auf einen bewegten Körper durch das ihn umgebende Medium, Flüssigkeit oder Gas, in der Bewegungsrichtung des Mediums ausgeübt wird. Dieser Gesamtdruck wird durch das Pitotrohr gemessen, wenn
  1. ein umströmendes Medium zum Stillstand gebracht wird (Beispiel: Strömungsmessung in Flüssigkeiten) oder
  2. ein ruhendes Medium von einem bewegten Objekt exakt auf die Geschwindigkeit des Objekts gebracht wird. (Beispiel: das Pitotrohr an Flugzeugen).
- Dabei ist es egal, ob bei der Messung das Pitotrohr oder das Medium bewegt wird. Beides ergibt eine Darstellung der relativen Umströmung des Pitotrohres, und nur auf die Relativgeschwindigkeit kommt es an. Der Gesamtdruck, den das Pitotrohr misst, lässt sich bei einem strömenden Medium weiter unterteilen in Staudruck und statischen Druck.
- Der Staudruck (auch dynamischer Druck) ist der Druck, den das strömende Medium durch seine Geschwindigkeit und seine Masse (Dichte) ausübt. Er charakterisiert den Anteil an kinetischer Energie des strömenden Mediums. Je schneller die Strömung ist und je größer die Masse (Dichte) der Strömung ist, desto größer ist der Staudruck.
- Der statische Druck stellt den Anteil der potentiellen Energie an der Gesamtenergie des Mediums dar. Er entspricht dem Luftdruck der ruhenden Umgebungsluft, in der sich das Pitotrohr befindet. Im ruhenden Medium ist der statische Druck gleich dem Gesamtdruck, da der Staudruck 0 wird.

Im Pitotrohr wird stets die Summe von Staudruck und statischem Druck aufgenommen. Mit dem Pitotrohr wird also der Gesamtdruck gemessen. In Verbindung mit einer Messung des statischen Druckes und einem Differenzdrucksensor kann nach dem Bernoulli-Gesetz die Fließgeschwindigkeit eines Mediums berechnet werden, wenn dessen Dichte bekannt ist.

## Aufbau und Funktion

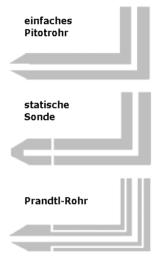
Staurohrtypen

Alle Pitotrohre haben das gleiche Wirkprinzip bei ähnlichem Aufbau. Ein spindelförmiger Metallkörper ist mittels einer Halterung an einem Messträger befestigt. Innerhalb des Metallkörpers befinden sich Kanäle, die über Bohrungen mit der Umgebung verbunden sind. Über den Rohrträger werden die Kanäle an geeignete Messgeräte angeschlossen. Bei Flugzeugen, die unter Instrumentenflugbedingungen fliegen, ist eine Heizung mittels Heizspiralen vorgesehen, da die Position des Pitotrohrs Vereisung und damit das Risiko eines Instrumentenausfalls begünstigt.
An der Spitze des vorne offenen Rohres, dem Staupunkt, liegt eine Strömungsgeschwindigkeit 0 an. Ein Gerät, das nur eine Öffnung am Staupunkt aufweist, wird im deutschen Sprachraum als das eigentliche Pitotrohr (englisch pitot tube) bezeichnet.
Wird das Messrohr verwendet, um allein den statischen Druck zu messen, so handelt es sich um eine statische Sonde, die sich durch seitliche Öffnungen am Messrohr und Verschluss am Staupunkt erkennen lässt.
Die Kombination von Pitotrohr und statischer Sonde heißt im deutschen Sprachraum üblicherweise Prandtl-Rohr. Diese Bezeichnung ist im englischen Sprachraum unbekannt, dort spricht man stets von einer pitot tube.

## Anwendungen
Pitotrohre werden da verwendet, wo eine einfache und exakte Strömungsmessung durchgeführt werden soll.

### Luftfahrt

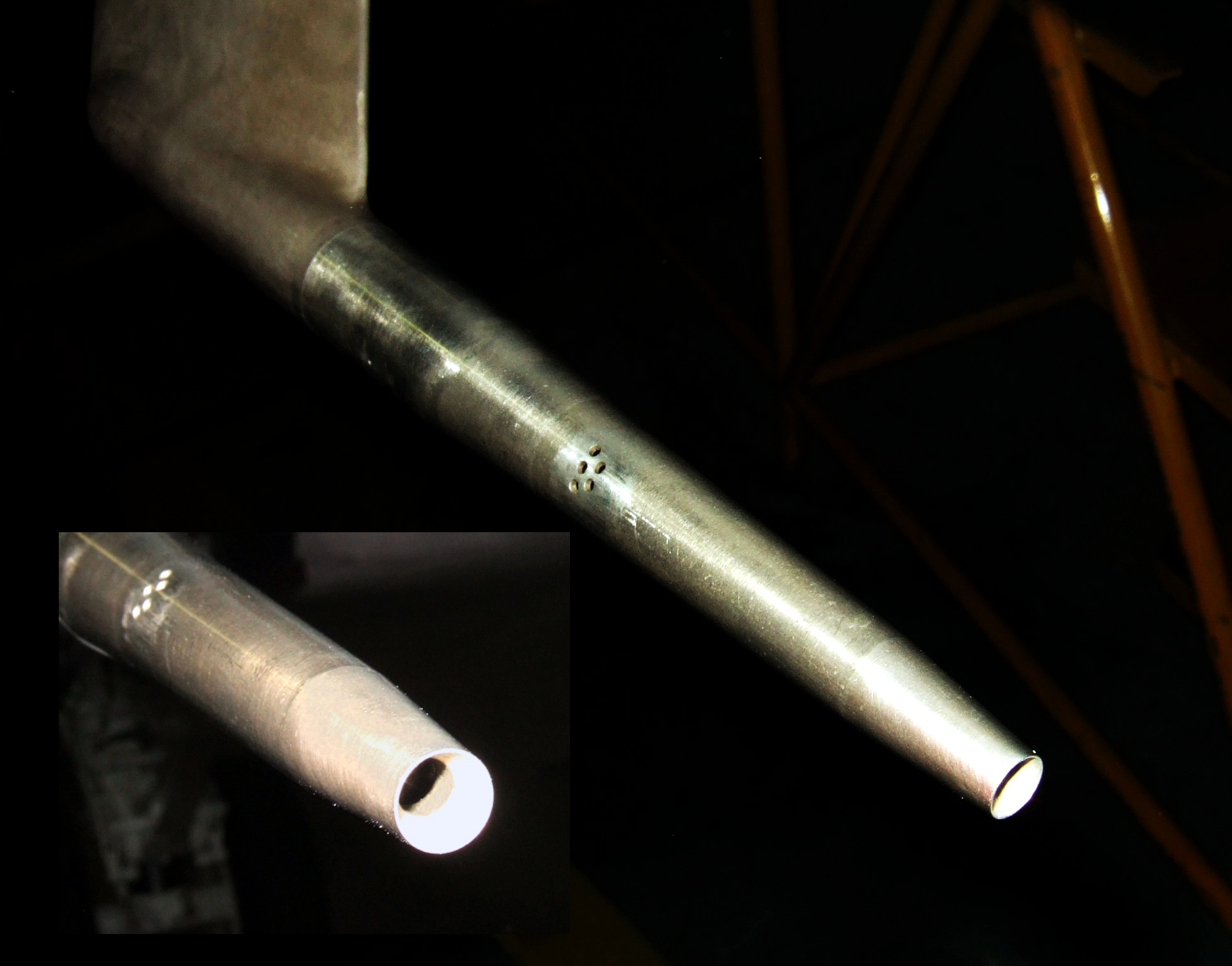
Prandtlrohr einer F/A-18. Man erkennt fünf Bohrungen zur Aufnahme des statischen Drucks.

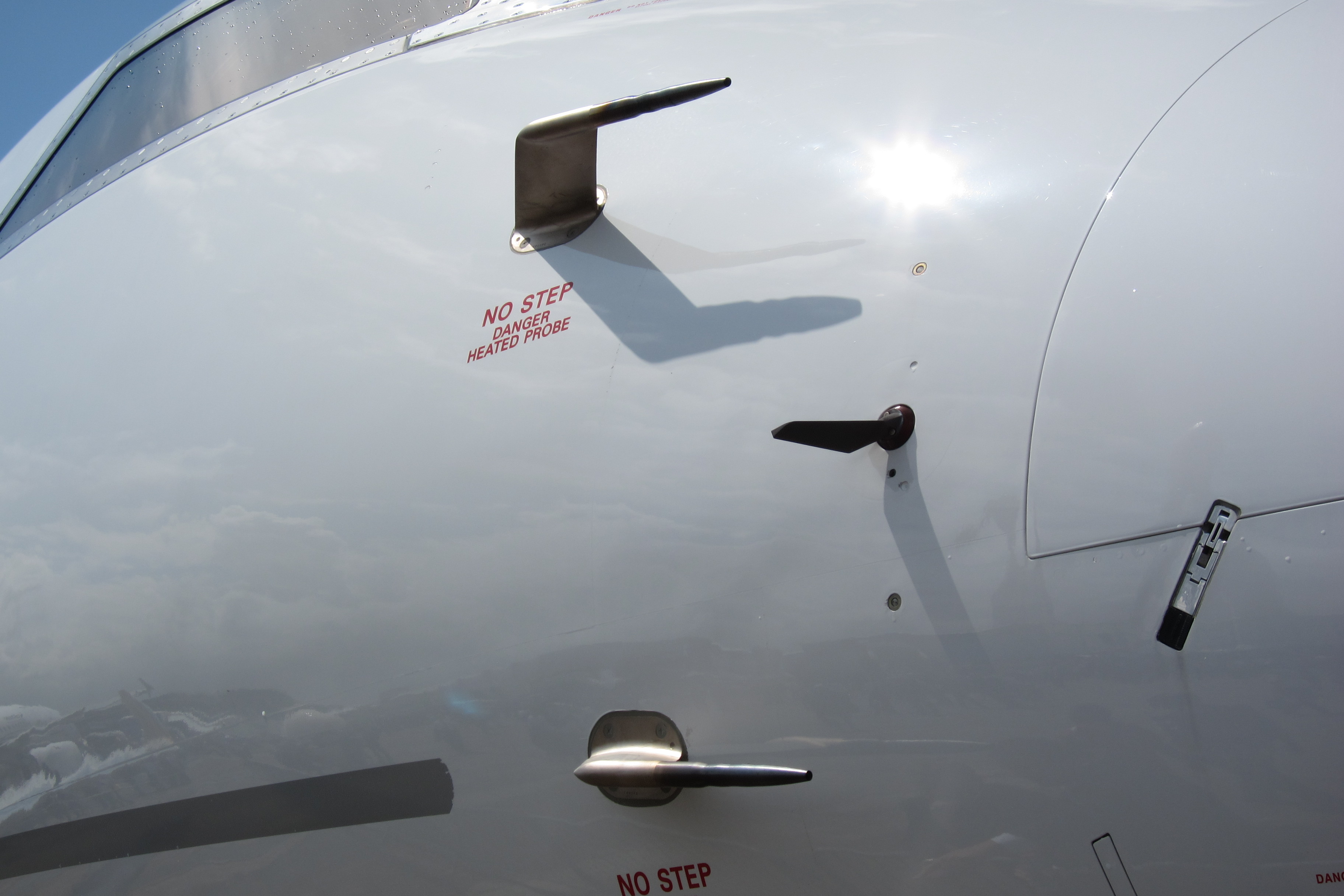
Pitotrohre an einer Bombardier Global 6000

Flugzeuge bewegen sich in einer Luftdruckumgebung, die variiert, wenn sie steigen, sinken, beschleunigen oder die Geschwindigkeit verlangsamen. Das bedeutet, dass am Pitotrohr ein veränderlicher Gesamtluftdruck, bestehend aus Staudruck und statischem Luftdruck, auftritt. Die Geschwindigkeit eines Flugzeuges lässt sich im Fahrtmesser relativ zum Staudruck darstellen. Der Gesamtdruck wird vom Pitotrohr aufgenommen und mittels der Gesamtdruckleitung an den Fahrtmesser weitergeleitet. Je höher der Staudruck, desto höher die Geschwindigkeit.
Da das Pitotrohr aber zusätzlich zum gewünschten Staudruck noch den statischen Druck der Umgebung liefert, muss dieser durch Druckausgleich wieder abgezogen werden, um allein den Staudruck darstellen zu können.
Ein Pitotrohr ist in exponierter Lage an der Flugzeugaußenseite dort angebracht, wo die geringste Störung der Luftströmung zu erwarten ist. Das kann beispielsweise unterhalb einer Tragfläche mit der Öffnung außerhalb der Flächenluftströmung oder bei Jets an der Nasenspitze sein. Die Montageposition sollte darauf abzielen, insbesondere den statischen Fehler möglichst gering zu halten. Oftmals müssen Windkanalversuche durchgeführt werden, um die optimale Position zu bestimmen. Bei größeren Flugzeugen und auch bei militärischen Flugzeugen gibt es aus Sicherheitsgründen mehrere Pitotrohre an verschiedenen Stellen.
Der Luftstrom dringt geradlinig und unbeeinflusst in das Rohr ein, das bei Prandtl-Rohren mit seitlichen Öffnungen zur Messung des statischen Drucks umgeben ist. Der Staudruck wird beispielsweise mit einer angeschlossenen Druckdose oder einem Messwertwandler gemessen und gemäß der Bernoulli-Gleichung im Fahrtmesser als entsprechende Fluggeschwindigkeit (IAS, engl. indicated air speed) angezeigt.
Als Ende der 1930er Jahre Flugzeuge Geschwindigkeiten im transsonischen Bereich erreichten, wurde festgestellt, dass die an das Pitotrohr angeschlossenen Instrumente eine etwa um 10 % höhere Geschwindigkeit anzeigten, als tatsächlich vorhanden war. Grund waren Kompressibilitätseffekte, da die Bernoulli-Gleichung nur für inkompressible Medien gilt. Unkompensierte Messsysteme liefern nur im unteren Geschwindigkeitsbereich brauchbare Messwerte. Mit zunehmender Fluggeschwindigkeit – ab etwa Mach 0,3 – führt die Kompressibilität der Luft, das heißt die Dichteänderung der Luft durch Kompression, zu einem Messfehler, der eine höhere Geschwindigkeit anzeigt, als in Wirklichkeit vorhanden ist.
Mittels Tabellen, beziehungsweise Analog- oder Computerberechnung muss dann eine Geschwindigkeits-Korrektur vorgenommen werden, um aus der IAS eine Äquivalenzgeschwindigkeit (EAS, engl. equivalent air speed) zu gewinnen. Diese stellt ein Äquivalent zu der den Tragflügel umströmenden Luft dar. Flugzeuge mit Geschwindigkeiten deutlich über Mach 0,3 haben in der Regel Geschwindigkeitsanzeigen, die diese um die Kompression berichtigte Geschwindigkeit als Vielfaches der Mach-Zahl anzeigt.

#### Pitotrohr-Arten für Flugzeuge

##### Mechanische Variante
Bei der mechanischen Form verläuft, wie oben beschrieben, ein Schlauch oder Röhrchen vom Pitotrohr (Staurohr) zu einer Druckdose im Fahrtmesser und ebenso ein Röhrchen vom Statik-Port direkt zu allen drei barometrischen Instrumenten. Hier wird keine elektrische Energie benötigt, was beispielsweise in Segelflugzeugen von Vorteil ist. Diese Pitotrohrform ist unabhängig von der Größe heute noch bei Flugzeugen üblich, welche die Daten nicht digitalisiert im Cockpit darstellen. Die Entfernung vom Pitotrohr zum Anzeigeinstrument sollte dabei gering sein, um das Gasvolumen im System gering zu halten und so ein schnelles Ansprechen des Instrumentes zu gewährleisten.

##### Elektronische Variante

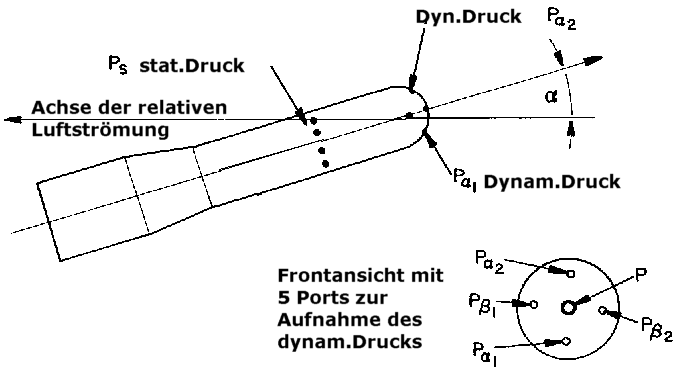
Schräge Pitotrohranströmung

Im zweiten Fall wird elektrische Energie benötigt. Hierbei steht die Öffnung für den Staudruck über einen Kanal mit der einen Hälfte des Messwertwandlers in Verbindung. Hier kommt der Gesamtdruck an. Am Pitotrohr befinden sich seitlich weitere kleine Bohrungen, die über getrennte Kanäle schließlich gemeinsam zur anderen Hälfte des Messwertwandlers laufen. Hier liegt der statische Druck an.
Der Messwertwandler (Differenzdrucksensor) misst die Druckdifferenz mittels eines Druckaufnehmers. Der Druckunterschied ist dabei relativ gering, so dass nur sehr empfindliche Messwertaufnehmer verwendet werden können. In Frage kommen piezoresistive oder kapazitive Aufnehmer. Beim Ersten wird der Widerstand einer keramischen Messplatte gemessen, beim zweiten die Kapazität eines durch die Druckschwankung veränderlichen Kondensators.
Diese Information wird dann durch Verstärker normiert, in ein analoges elektrisches Signal umgewandelt und an den Fahrtmesser weitergeleitet, der daraus entsprechend dem Bernoulli-Gesetz eine Geschwindigkeitsangabe bildet. In modernen digitalisierten Cockpits bildet die Elektronik einen sogenannten Busteilnehmer, der die Messdaten ohne analoge Umformung direkt den Rechnern zur Verfügung stellt.

#### Sonderformen

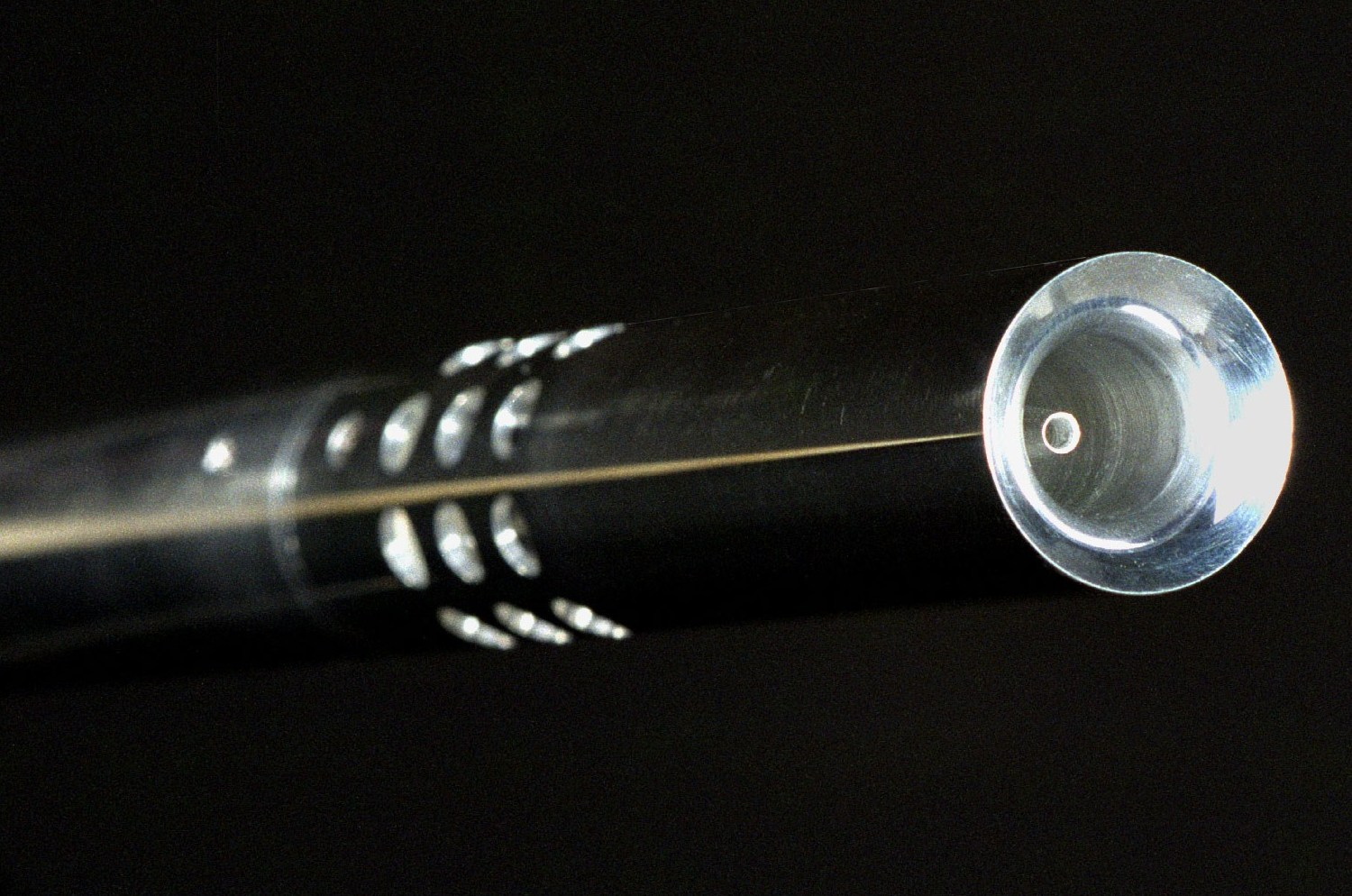
Kielsonde für große Anstellwinkel einer X-31

In der Militärfliegerei kommen extreme Fluglagen beispielsweise bei Kampfflugzeugen häufig vor. Dabei wird ein normales Pitotrohr nicht mehr frontal angeströmt, sodass unter diesen Bedingungen der Staupunkt zur Seite wandert und eine zuverlässige Messung unmöglich macht. Es sind dafür spezielle Formen von Pitotrohren entwickelt worden, bei denen rund um die zentrale Staupunktöffnung weitere Öffnungen liegen, die auch bei einer Verschiebung des Staupunktes eine exakte Messung ermöglichen. Alternativ werden sogenannte Kielsonden verwendet, bei denen das eigentliche Pitotrohr in eine Venturidüse eingebettet ist, um die Strömung am Messpunkt zu verbessern.
Es kommen auch bewegliche Anordnungen vor, die sich automatisch auf die Anströmrichtung einstellen. Für den Einsatz im Windkanal kommen miniaturisierte Formen zum Einsatz, die jedoch in der Regel auf eine Statik-Sonde verzichten.

#### Fehlermöglichkeiten
Wegen der exponierten Lage im Luftstrom ist das Pitotrohr eines Flugzeuges anfällig für Schmutz, Insekten, Wasser und Vereisung. Pitotrohre von abgestellten Flugzeugen werden daher mit einem Schutzüberzug versehen, der vor dem Start entfernt werden muss. Für Flugzeuge, die bei Instrumentenflug-Bedingungen fliegen können, ist wegen der Vereisungsgefahr ein beheizbares Pitotrohr vorgeschrieben. Ein defektes Pitotrohr gilt als wahrscheinliche Ursache für den Absturz der Flüge Birgenair-Flug 301 im Februar 1996 und Air-France-Flug 447 am 1. Juni 2009. Vom Wartungspersonal übersehene Klebestreifen auf den Pitotrohren gelten als Absturzursache von Aeroperú-Flug 603 am 2. Oktober 1996.

### Kraftfahrzeuge

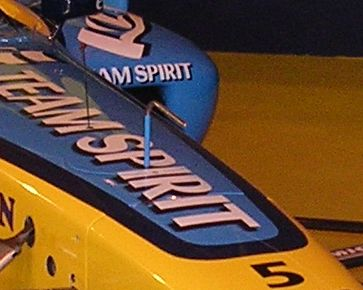
Pitotrohr an einem Formel-1-Fahrzeug von Renault

Pitotrohre kommen auch bei schnell fahrenden Kraftfahrzeugen zum Einsatz, wenn ein Geschwindigkeitsmesswert benötigt wird, der von der Reifendrehzahl unabhängig ist.
Typischer Anwendungsfall ist die Formel 1. Hier spielen Windrichtung und Windstärke für das Setup des Fahrzeuges eine Rolle. Auch bei Langstreckenrennen von Prototypen und GT3-Fahrzeugen werden Pitotrohre eingesetzt. Bei Kraftfahrzeugen kommen grundsätzlich ähnliche Vorrichtungen wie in der Luftfahrt zum Einsatz, jedoch sind diese stets elektronisch ausgeführt.

### Windmessung

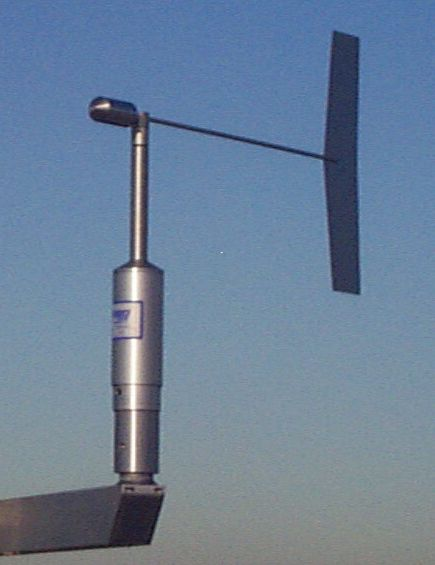
Pitotanemometer mit Windrichtungserfassung

Analog zu den Messgeräten für Flugzeuge kann das Pitotrohr auch für die Messung von Windgeschwindigkeiten genutzt werden. Da das Pitotrohr prinzipbedingt bei sehr kleinen Windgeschwindigkeiten kaum ein Messergebnis liefert, dafür aber praktisch keine obere Beschränkung kennt und sehr schnell auf Windgeschwindigkeitsänderungen anspricht, ist das Messgerät insbesondere für die Starkwind- und Böenmessung geeignet und kommt in Verbindung mit einem Differenzdruckmesser auch als Windmesser zur Anwendung.
Die Messwertanzeige kann sowohl elektronisch als auch per Differenzdruckmessdose ausgewertet werden. Pitotrohre für die Meteorologie sind praktisch immer beheizt ausgeführt.

### Verfahrenstechnik
Das Pitotrohr eignet sich als einfaches Messgerät für die Geschwindigkeitsmessung in vielen Medien. Pitotrohre sind in der Industrie weit verbreitet, der Einsatz solcher Sonden erfolgt meist in einem geschlossenen Rohrsystem. Es werden Sonden angeboten, die für Umgebungsdrücke bis zu 800 bar und Temperaturen von −250 °C bis zu 1300 °C geeignet sind. Eine Ausführung als Messbalken ist möglich, wobei im Staupunkt eine Anzahl Messöffnungen vorhanden sind, um den Strömungsverlauf über einen Querschnitt mit einer Sonde ermitteln zu können. Das Material der Sonden wird dabei entsprechend der Anwendung ausgewählt. Der geläufigere Name für solche Sensoren ist Staudrucksonde.

### Brandschutz
Pitot-Messrohre werden auch zur Bestimmung der zur Verfügung stehenden Löschwassermenge aus Hydranten verwendet. Hierbei macht man sich zunutze, dass bei konstantem Querschnitt der Austrittsöffnung eines Hydranten die Geschwindigkeit der austretenden Flüssigkeit (hier: Löschwasser) direkt proportional zum austretenden Volumenstrom ist. Der Druck des austretenden Löschwassers kann dabei nach folgender Formel in den Volumenstrom umgerechnet werden:
{\displaystyle {\dot {V}}=Q=k\cdot {\sqrt {p}}}
{\displaystyle Q}: Volumenstrom
{\displaystyle k}: Konstante (1733 für DN 50 bzw. 2816 für DN 65 Austrittsöffnungen)
{\displaystyle p}: Druck des Pitot-Messrohrs
Die Verwendung einer Wasseruhr verbietet sich bei dieser Anwendung, da die Wasseruhr in der Regel einen anderen Querschnitt als die Hydrantenanschlussöffnung hat und einen eigenen Strömungswiderstand aufweist (im Brandfall verwendet die Feuerwehr keine Wasseruhr).

### Gebäudetechnik
Messung der Strömungsgeschwindigkeit in Luftleitungen (Kanälen und Rohren). Meist wird für jedes Messgerät eine Kurve erstellt, welche die internen Widerstände in der Messeinrichtung berücksichtigt und so sehr zuverlässige und genaue Daten liefert.

### Pitotrohrpumpe
Ein Sonderfall stellt die Verwendung eines Pitotrohr als Pumpe dar. Das zu pumpende Fluid wird axial in ein schnell rotierendes Gefäß geführt und dort in Rotation gebracht. Die resultierende Zentrifugalkraft erhöht sowohl den statischen Druck am Außenbereich, das aus der Achse in den Randbereich ragende Pitotrohr bewirkt einen weiteren Druckaufbau. Das Medium wird durch das Pitotrohr in höherem Druckniveau abgeführt. Pitotrohrpumpen gehören zu den Strömungsmaschinen und sind damit einblockfähig, erreichen jedoch ähnlich zu Verdrängenpumpen einstufig hohe Drücke und sind bauartbedingt robuster. Ein weiterer Vorteil ist die geringe Druckdifferenz an der Welle nach außen, nachteilig ist wegen großer Strömungsverluste der sehr geringe Wirkungsgrad. Pitotrohrpumpen werden in der chemischen Industrie bei mit Feststoff beladenen Produkten oder bei schnell wechselnden Fördermengen eingesetzt.

## Entwicklungsgeschichte
Henri de Pitot veröffentlichte im Jahre 1732 einen Entwurf für eine „Maschine zum Messen der Geschwindigkeit fließenden Wassers und des Kielwassers von Schiffen“. Dieses Prinzip blieb bis heute in Verwendung.
Pitots Entwicklung hatte jedoch noch Schwächen. Es bestand aus zwei nebeneinanderliegenden Rohren, von denen eines am unteren Ende um 90° gebogen war, um in den Wasserstrom gerichtet zu werden, während das zweite, gerade Rohr den statischen Druck aufnahm. Durch diese Anordnung lag jedoch das Rohr zur statischen Druckmessung innerhalb der Turbulenzen, die durch das davorliegende gebogene Rohr verursacht wurden. Dazu kamen theoretische Mängel bezüglich der Umsetzung der Druckdifferenz in die Fließgeschwindigkeit. Auch durch ständige Schwankungen konnten nur recht ungenaue Messungen vorgenommen werden.
1775 maß James Lind mit Hilfe eines Staurohr-Anemometers Windgeschwindigkeiten. Dabei war ein U-förmig gebogenes Rohr entsprechend obiger Abbildung am vorderen Ende noch einmal um 90° nach vorne gebogen und mit einer Flüssigkeit gefüllt. Die eindringende Luft drückte das Wasser am hinteren Rohr des Us an einer Skala nach oben. Um die Empfindlichkeit zu erhöhen, vergrößerte 1858 William Snow-Harris den Lufteinlauf deutlich.
Ab 1856 wurde das von Pitot entwickelte Instrument von Henry Darcy entscheidend weiterentwickelt, indem er Ventile anbrachte, über den Rohren ein Vakuum anlegte, den Einlass des statischen Rohres an die Seite verlegte – und damit außerhalb der Turbulenzen des Pitotrohres – und eine neue Formel zur Berechnung der Fließgeschwindigkeit entwickelte. Auch Darcys Weiterentwicklung wurde primär zur Messung strömenden Wassers verwendet.
Ludwig Prandtl entwickelte die heute noch gebräuchliche Ausführung des Pitotrohres. Die Funktionsweise wird oben beschrieben.